# Ansola
Genre
Ansola est un genre de mollusques gastéropodes de la famille des Barleeiidae.

## Liste d'espèces
Selon World Register of Marine Species (30 octobre 2017) :
- Ansola angulosa Golikov & Kussakin, 1978
- Ansola angustata (Pilsbry, 1901)
- Ansola labiosa Golikov & Kussakin, 1978